# Diego Gutiérrez de los Ríos y Venegas
Diego Gutiérrez de los Ríos y Venegas (Córdoba, Corona castellana, ca. 1420 – Corona de Castilla de la Monarquía Hispánica, después de 1492) era un militar y noble castellano que fue nombrado veinticuatro de Córdoba hasta 1461, año en que renunció a favor de su primogénito homónimo, y se había convertido en el primer señor de Las Ascalonias en 1441.

## Biografía

### Origen familiar y primeros años
Diego Gutiérrez de los Ríos y Venegas había nacido hacia 1420 en la ciudad de Córdoba, sede del reino homónimo que fuera entonces uno de los tres de Andalucía, los cuales formaban parte de la Corona castellana. Era hijo de Diego Gutiérrez de los Ríos y Montemayor (ca.1370-1425), II señor de Fernán Núñez de su linaje desde 1403 o bien el séptimo por vía materna, confirmado en 1409 por el nuevo rey Juan II de Castilla, además de alcaide del castillo de Teba, alférez mayor y veinticuatro de Córdoba, y de su segunda esposa y sobrina Urraca Venegas (n. ca. 1390).
Tenía tres hermanos —siendo él mismo el segundogénito y futuro primer señor de las Ascalonias, cuyo mayorazgo fuera creado por su tío Lope Gutiérrez de los Ríos— el primogénito sucesor del linaje por mayorazgo era el medio hermano paterno Alfonso Gutiérrez de los Ríos y Bocanegra (n. ca. 1410), III señor de Fernán Núñez y de Monclova, además veinticuatro de Córdoba desde 1426, el tercero de los hermanos era Pedro Gutiérrez de los Ríos y Venegas, I señor de Murillo y también un mayorazgo creado por su tío paterno, y los menores eran Martín de los Ríos (f. 1461), II señor de Murillo por suceder a su hermano sin descendientes, además de ser caballero comendador de Benfayán de la Orden de Alcántara y alcaide de Estepa que falleció en la batalla del Madroño —por lo que le sucedió su hijo Diego de los Ríos como III señor del Murillo— y el menor de los hermanos era Egas de los Ríos.
Sus abuelos paternos eran Inés Alfonso de Montemayor (n. ca. 1335), VI señora de Fernán Núñez y de Abencaez, y su esposo Diego Gutiérrez de los Ríos (ca. 1324-Córdoba, 28 de enero de 1403), V señor de la Casa de los Ríos, quien también había sido alcaide del castillo de Teba y alférez mayor de Córdoba desde 1366 y I señor de Fernán Núñez de su linaje —aunque consorte— fundó un mayorazgo unificando los señoríos de su esposa para su primogénito homónimo el 31 de mayo de 1382. Era nieto materno de Pedro Venegas (n. ca. 1360), II señor de Luque y embajador plenipotenciario en Portugal, y de su mujer María García Carrillo (n. ca. 1370) o bien para evitar confusión con su homónima madre, aunque menos conocida, como María Fernández de Córdoba.
Por ende era bisnieto paterno por la vía masculina de Juan II Gutiérrez de los Ríos (ca. 1290-f. antes de 1338), IV señor de la Casa de los Ríos, y de su esposa Juana García de Aguayo (n. ca. 1300), y por la vía femenina, de Martín Alfonso de Córdoba el Bueno, III señor de Dos Hermanas, alférez mayor de Córdoba, caballero de la Orden de la Banda, fundador del castillo-villa de Montemayor del cual fue su primer señor feudal y por lo que también sería conocido como Martín Alfonso de Montemayor —un nieto de Fernán Núñez de Témez, quien al tomar la torre musulmana de Aben Hana el 29 de junio de 1236 y repoblarla en 1242, le cambió el nombre a Fernán Núñez y cuyo núcleo urbano se asentaría al amparo de la misma en 1385— y de su cónyuge Aldonza López de Haro, V señora de Fernán Núñez y de Abencaez.
Los bisabuelos maternos de Diego eran por la vía masculina Egas Venegas (n. ca. 1330), I señor de Luque y fundador del monasterio de Santa María de las Dueñas de Córdoba, y su esposa Beatriz de Tolosan, y por la vía femenina, era bisnieto de María García Carrillo (n. ca. 1350), señora de Villaquirán —e hija de Urraca Lasso de la Vega y de Pedro Ruiz Carrillo— y de su marido Gonzalo Fernández de Córdoba y Biedma, I señor de Aguilar y de Priego y III señor de Cañete —quien a su vez era un bisnieto del ya citado Fernán Núñez de Témez— además de ser un trastatarabuelo de su homónimo Gonzalo Fernández de Córdoba "el Gran Capitán".

### Funcionario de Córdoba y señor de las Ascalonias

La Corona de Castilla en el.

Diego Gutiérrez de los Ríos y Venegas fue asignado en el cargo de veinticuatro de Córdoba.
Su tío paterno, el maestrescuela Lope Gutiérrez de los Ríos, canónigo de Córdoba, protonotario de la Santa Sede Apostólica y gran valido del antipapa Benedicto XIII de Aviñón "el Papa Luna", que había fundado el hospital de Santa María de los Huérfanos, creó para sus sobrinos dos mayorazgos.
De esta manera su hermano Pedro ya citado se convirtió en el primer señor de Murillo y Diego de los Ríos se transformó en el primer señor de Las Ascalonias con todas las heredades de Hornachuelos, por testamento en Córdoba del 21 de junio de 1441.
Renunció al cargo de veinticuatro de Córdoba a favor de su primogénito homónimo que sería nombrado por real cédula del soberano Enrique IV de Castilla el 20 de enero de 1461.

### Contienda familiar entre el señor de Aguilar y el conde de Cabra
Actuó Diego de los Ríos en una contienda entre parientes, participando del bando de Alonso Fernández de Córdoba y Herrera, VI señor de Aguilar desde 1455 con solo ocho años de edad, que estaba en contra de la otra facción formada por Diego Fernández de Córdoba y Montemayor, I señor desde 1439 y conde de Cabra desde 1455, y sus hijos —siendo uno de ellos el mariscal castellano Diego Fernández de Córdoba y Carrillo de Albornoz (n. ca. 1438)— además de Fernando Gutiérrez de los Ríos, IV señor de Fernán Núñez desde 1475, Diego Fernández de Córdoba y Mendoza (n. 1460), I señor de Valenzuela hacia 1476, Martín Alfonso Fernández de Córdoba y Montemayor (n. ca. 1420), IV señor de Alcaudete, y Pedro Venegas, IV señor de Luque, con todos sus vasallos.
Al comportarse con tanta integridad con ambas facciones, Diego de los Ríos mereció la confianza del conde de Cabra y de su hijo el mariscal de Castilla, por lo cual fue quien medió para el intercambio de rehenes entre los contendientes.
Cuando su otro pariente Gonzalo Fernández de Córdoba, voz y voto mayor cordobés, contrajo matrimonio con su prima Isabel de Montemayor, recibió de parte del hermano Alfonso como regalo de boda la alcaldía de Santaella pero al tomar posesión del mismo, Gonzalo cayó prisionero del conde de Cabra que era también pariente y enemigo y lo tuvo encerrado en el castillo de Cabra hasta su liberación en 1476 por la intercesión de los Reyes Católicos.

## Matrimonios y descendencia
El noble Diego Gutiérrez de los Ríos y Venegas se había unido dos veces en matrimonio:
1) - En primeras nupcias hacia 1449 con su sobrina segunda María García Carrillo de Hoces (n. ca. 1430 - f. ca. 1470), una hija de Pedro González de Hoces y Funes (n. ca. 1400 - f. 1456), veinticuatro de Córdoba, fundador en 1454 del mayorazgo de la Albaida de herencia materna como segundo señor feudal de su linaje y embajador real en Inglaterra hacia 1440, y de su esposa María García Carrillo (n. ca. 1410), además de nieta paterna de Leonor Sánchez de Funes, IV señora de la Albaida —que fuera a su vez una tataranieta del adelantado mayor Diego Sánchez de Fines— y de su esposo Pedro González de Hoces, I señor de Malpartida y de la Albaida de su linaje —aunque este último título como consorte— y nieta materna de María Alfonso de las Roelas y de su marido el veinticuatro cordobés Fernán Alfonso de Córdoba o bien Fernando Alfonso Carrillo de Córdoba, y por ende, bisnieta materna de Diego Fernández de Córdoba, I señor de Baena y mariscal de Castilla, y tataranieta materna de los ya citados María García Carrillo y su esposo Gonzalo Fernández de Córdoba, I señor de Aguilar y de Priego y III señor de Cañete. 
Fruto de dicho matrimonio nacieron ocho hijos:
- Diego Gutiérrez de los Ríos y Hoces (n. ca. 1450), II señor de Las Ascalonias y veinticuatro de Córdoba, que sirvió en las guerras de reconquista de Granada a los Reyes Católicos desde 1482 hasta 1492 y para seguir con el asedio de dicha ciudad musulmana desde el cercano campamento de Santa Fe, tuvo que ceder su tienda de campaña a dichos reyes para que se refugiaran cuando se les incendió la suya. Diego de los Ríos se casó con Elvira Gutiérrez de Aguayo y Montemayor y concibieron por lo menos al primogénito Diego Gutiérrez de los Ríos y Aguayo, I señor de la Moyana pero que por alguna razón no sucedió en el mayorazgo paterno, al segundogénito Pedro Gutiérrez de los Ríos y Aguayo, III señor de las Ascalonias, y al menor Gonzalo Gutiérrez de los Ríos (n. ca. 1498), caballero de la Orden de Calatrava, comendador de Jimena y fundador del hospital de San Andrés de Córdoba.
- Pedro Gutiérrez de los Ríos (n. ca. 1452) que fallecería joven.
- Gonzalo de los Ríos (n. ca. 1454) que fue veinticuatro de Córdoba, se casó hacia 1474 con Inés Alfonso de Gahete, señora de la mitad de Tolote desde 1480, pero no tuvieron descendencia.
- Lope Gutiérrez de los Ríos (n. ca. 1456) que también fue veinticuatro de Córdoba y se casó con Leonor Venegas pero tampoco tuvieron descendencia.
- Alfonso Gutiérrez de los Ríos (n. ca. 1458) que también fue veinticuatro de Córdoba y se casó con Urraca Sandoval y fueron padres de Gonzalo de los Ríos.
- Urraca Venegas (n. ca. 1460) que fue monja del convento de las Dueñas.
- Teresa de Hoces (n. ca. 1462) que también fue monja del convento de las Dueñas.
- Constancia Carrillo (n. ca. 1464), al igual que sus hermanas, también fue monja del convento de las Dueñas.

2) - En segundas nupcias hacia 1478 con Juana de Quesada (n. ca. 1442) que aportó una dote de 170.000 maravedíes como consta en una escritura del 19 de noviembre de 1477 que otorgaron los ocho hijos del primer matrimonio y de la otra parte por la dicha Juana, siendo una hija de Mosén Alfonso de Quesada y de su esposa Constancia de Bocanegra.
Fruto de este segundo enlace nacieron cuatro hijos más:
- Diego Gutiérrez de los Ríos y Quesada (n. ca. 1478) que fue conquistador en la América española y falleció joven sin descendencia.
- Martín de los Ríos (n. ca. 1479).
- Mencia de los Ríos (n. ca. 1480) que se casó con el caballero Luis Venegas, de la casa de los señores de Luque.
- Catalina de los Ríos (n. ca. 1481) que fue abadesa del convento de las Dueñas.